# 雙斑異齒䲁
雙斑異齒䲁（學名：Ecsenius bimaculatus），又稱雙斑無鬚䲁，為輻鰭魚綱鳚形目䲁科異齒䲁屬的一種，分布於西太平洋菲律賓及馬來西亞沙巴海域，深度1至15公尺，本魚體延長，稍側扁，似圓柱狀，頭鈍短，前鼻孔具一鼻鬚，無眼上鬚及頸鬚，後犬齒，兩側各一個，眼睛凸出，一條黑色橫帶穿越眼睛和身體的上半部分，側腹部有2個大黑色眼斑，體長可達4.5公分，棲息在珊瑚生長茂盛的礁頂與斜坡上，雌魚產附著性卵，雄魚有護卵行為，幼魚為浮游性，生活習性不明，可做為觀賞魚。